# Папе, Буркхард
Буркхард Папе (нем. Burkhard Pape; 30 октября 1932, Магдебург — 1 февраля 2024, Пуллах-им-Изарталь) — немецкий футбольный тренер.

## Карьера
В качестве футболиста выступал на позиции флангового полузащитника за ряд немецких клубов, самым известным из которых является «Ганновер 96». В 1961 году был главным тренером любительской сборной звёзд региона Баден во время её турне по северу США. В ходе него команда одержала пять побед в шести матчах. Позднее работал с рядом азиатских и африканских сборных. С 1975 по 1977 год Папе возглавлял Египет. Последним местом для немца стала сборная Танзании, которую он покинул в 2001 году.

## Достижения
- Обладатель Кубка Египта (1): 1975.